# Erin Corr

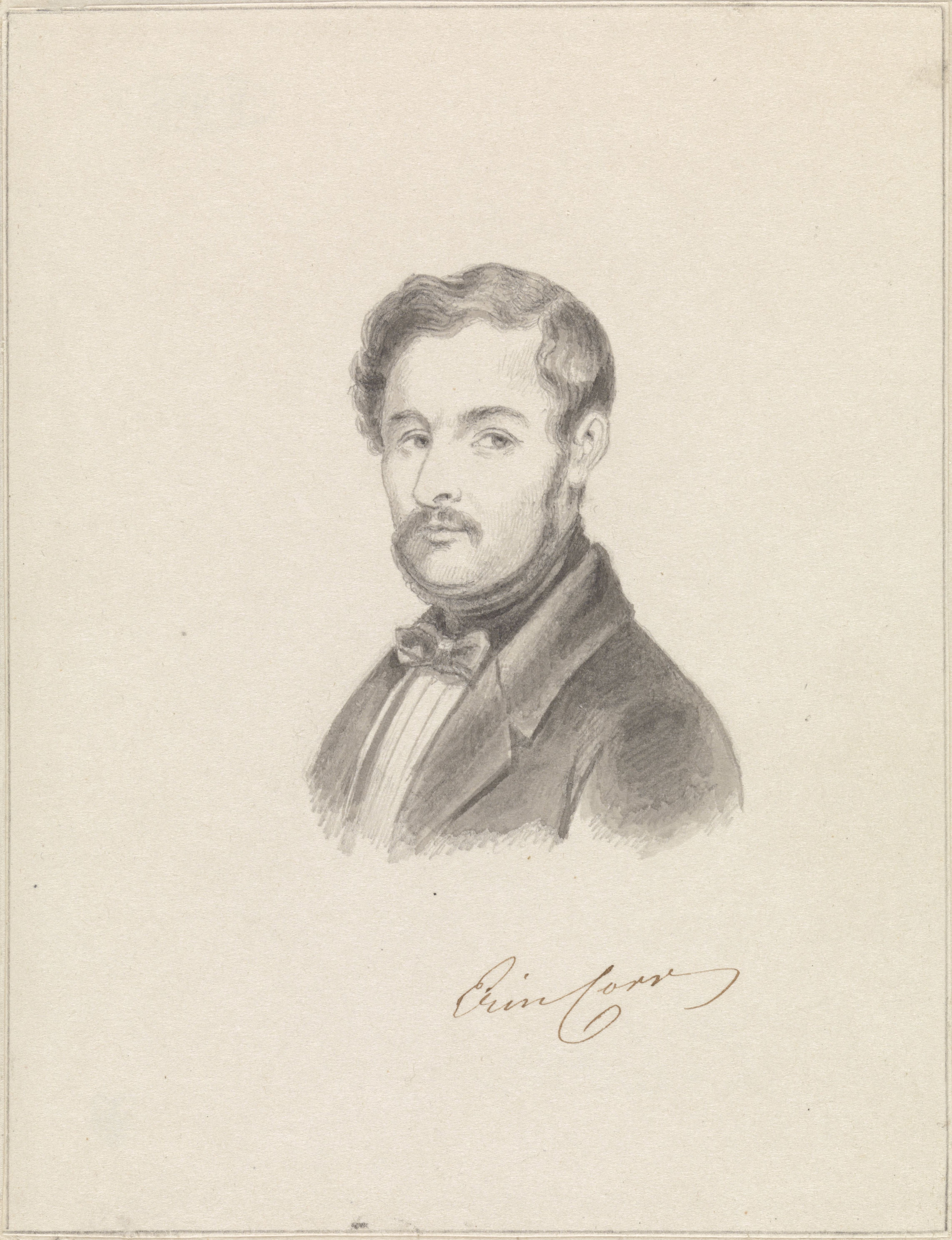
Selbstporträt von Erin Corr

Mathieu „Erin“ Corr (* 1. März 1803 in Brüssel; † 10. August 1862 in Paris) war belgischer Graveur und Kupferstecher irischer Abstammung.

## Leben
Erin Corr war ein Sohn von Mathieu Corr (1776–1853) und Monique Landy. Seine Eltern kamen aus Irland und hatten sich 1802 in Brüssel niedergelassen, wo sie ein Luxusschuhgeschäft für „maßgeschneiderte Stiefel“ eröffneten.
Ursprünglich wollte er Goldschmied werden, ging dann aber nach Paris an das Collège des Irlandais. Kehrte wieder zurück nach Belgien und erlernte das Handwerk des Graveurs an der Akademie in Antwerpen bei De Meulemeester. Wieder zurück in Paris arbeitete er bei den Engländern Wedgwood und Forster. Später (1832 oder 1836?) wurde er Nachfolger als Professor von De Meulemeester. Zu den Schülern von Erin Corr gehört u. a. Michel Charles Antoine Verswyvel.
Zu seinen bedeutendsten Werken gehören:
- Christus am Kreuz, nach Anthonis van Dyck
- Hagar und Ismael in der Wüste, nach François-Joseph Navez (Zuschreibung), 1832
- Der Retter der Welt, nach Leonardo da Vinci
- Kreuzaufrichtung, nach Peter Paul Rubens, unvollendet(?)
- Kreuzabnahme, nach Peter Paul Rubens, an dem Werk hat er zehn Jahre gearbeitet
- Der König der Belgier, Leopold I., nach Gustave Wappers, 1834
- Die Königin der Belgier, Louise Marie d’Orléans, nach Ary Scheffer, 1838
- Engelbert Sterckx, Erzbischof von Mechelen, nach Cornelis Cels

Er gehörte zu den Illustratoren und Kupferstechern, die an der von dem belgischen Botaniker Charles François Antoine Morren und dessen Vater Charles Jacques Édouard Morren herausgegebenen Zeitschrift La Belgique horticole, journal des jardins et des vergers (35 Bände, 1851 bis 1885) mitarbeiteten.
Weiterer Künstler der Zeitschrift war u. a. auch Corrs Schüler Jozef Linnig.

## Ehrungen
Erin Corr war Ritter des Leopoldsordens. 1846 wurde er zum Mitglied der Académie royale des Sciences, des Lettres et des Beaux-Arts de Belgique gewählt.

## Bildergalerie

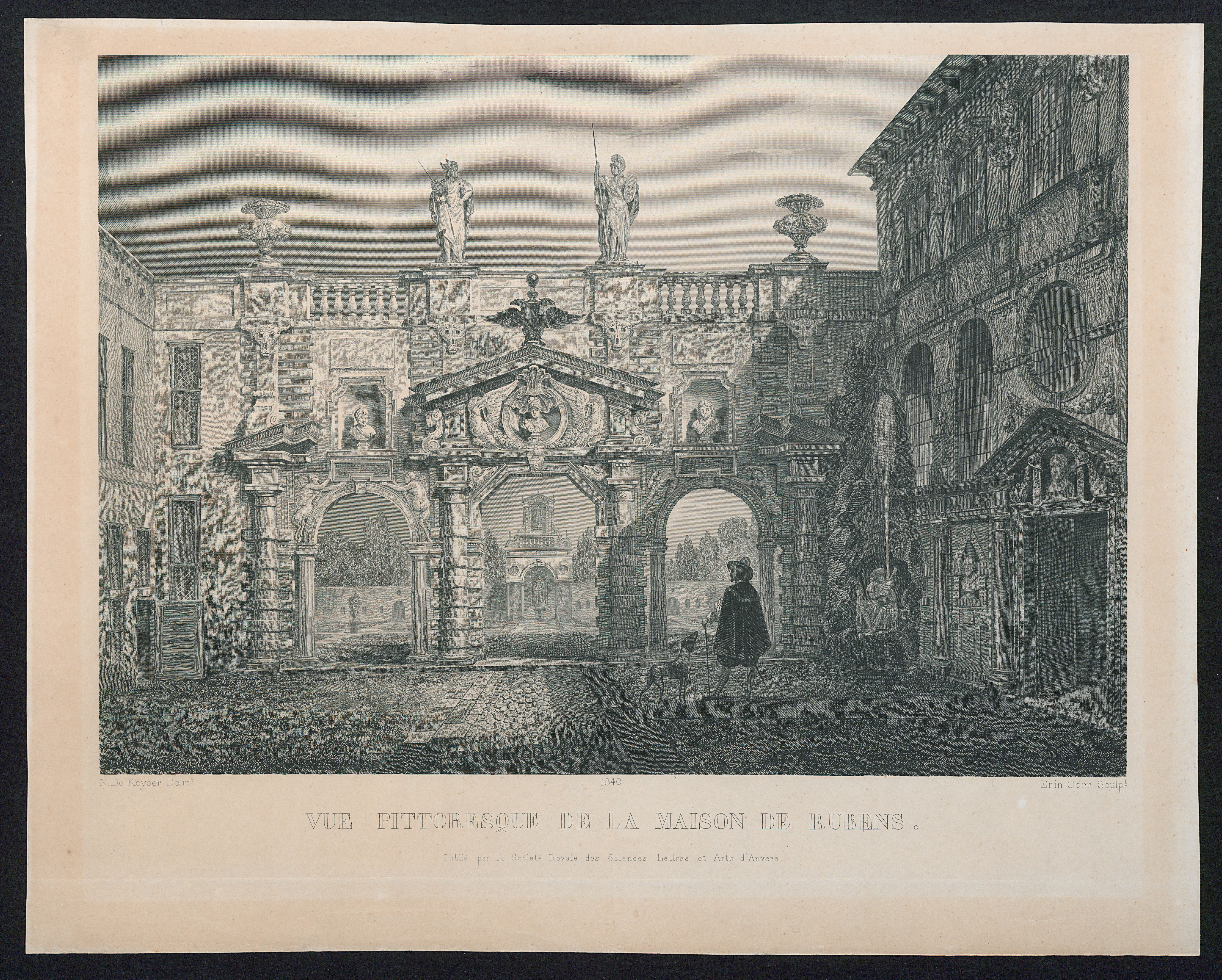
Ansicht vom Rubenshaus nach einem Bild von Nicaise de Keyser
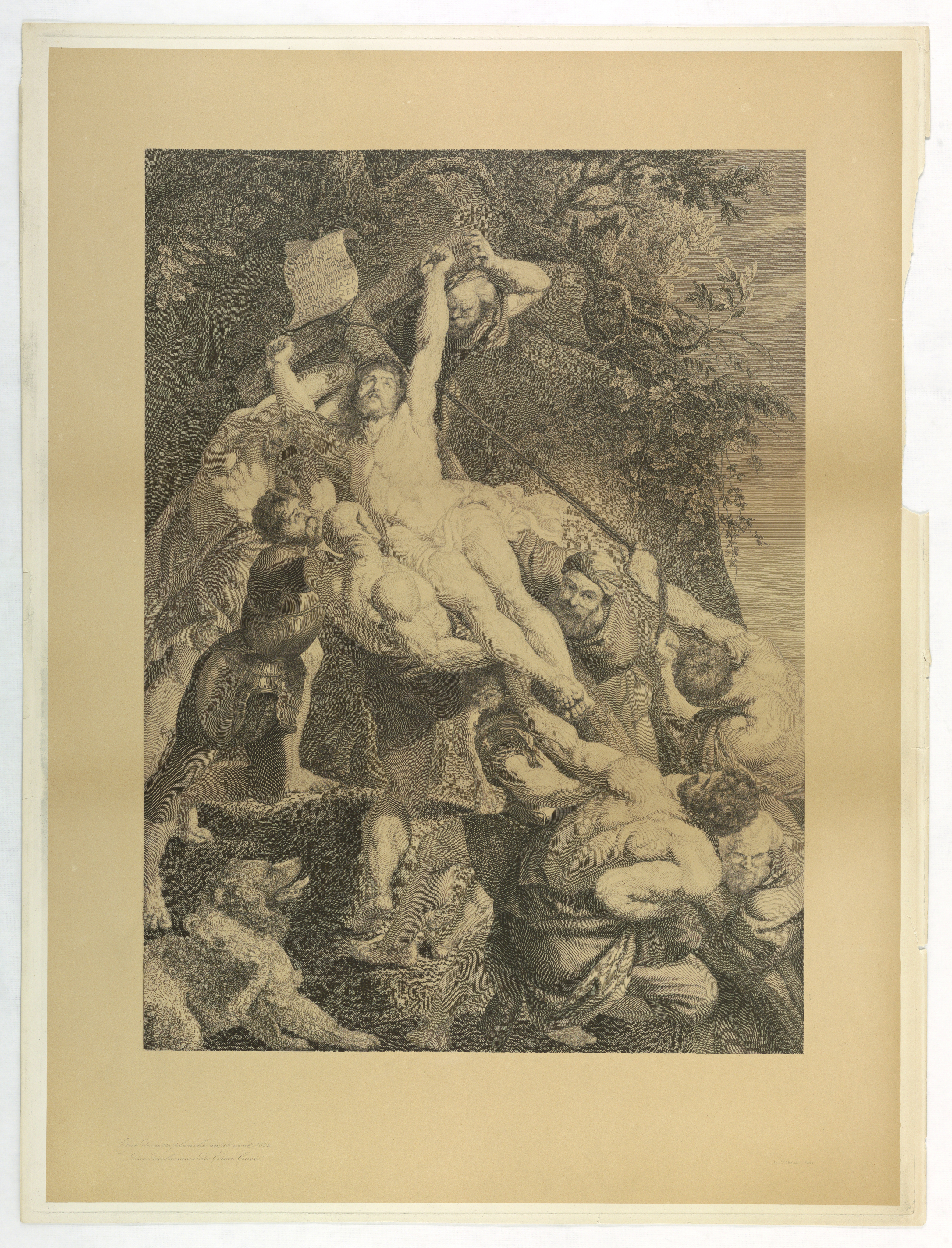
Kreuzaufrichtung nach einem Bild von Peter Paul Rubens
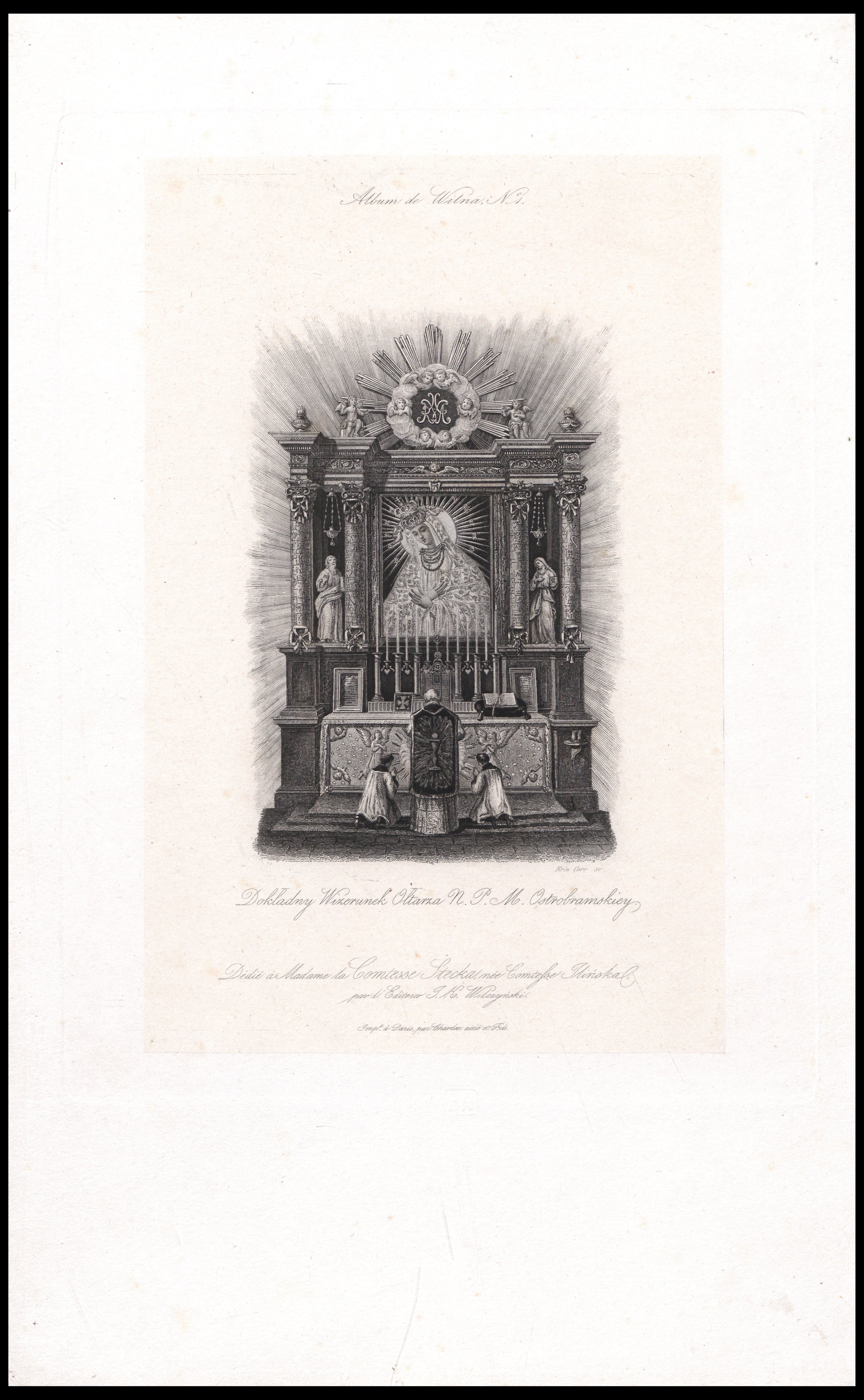
Tor der Morgenröte, Vilnius
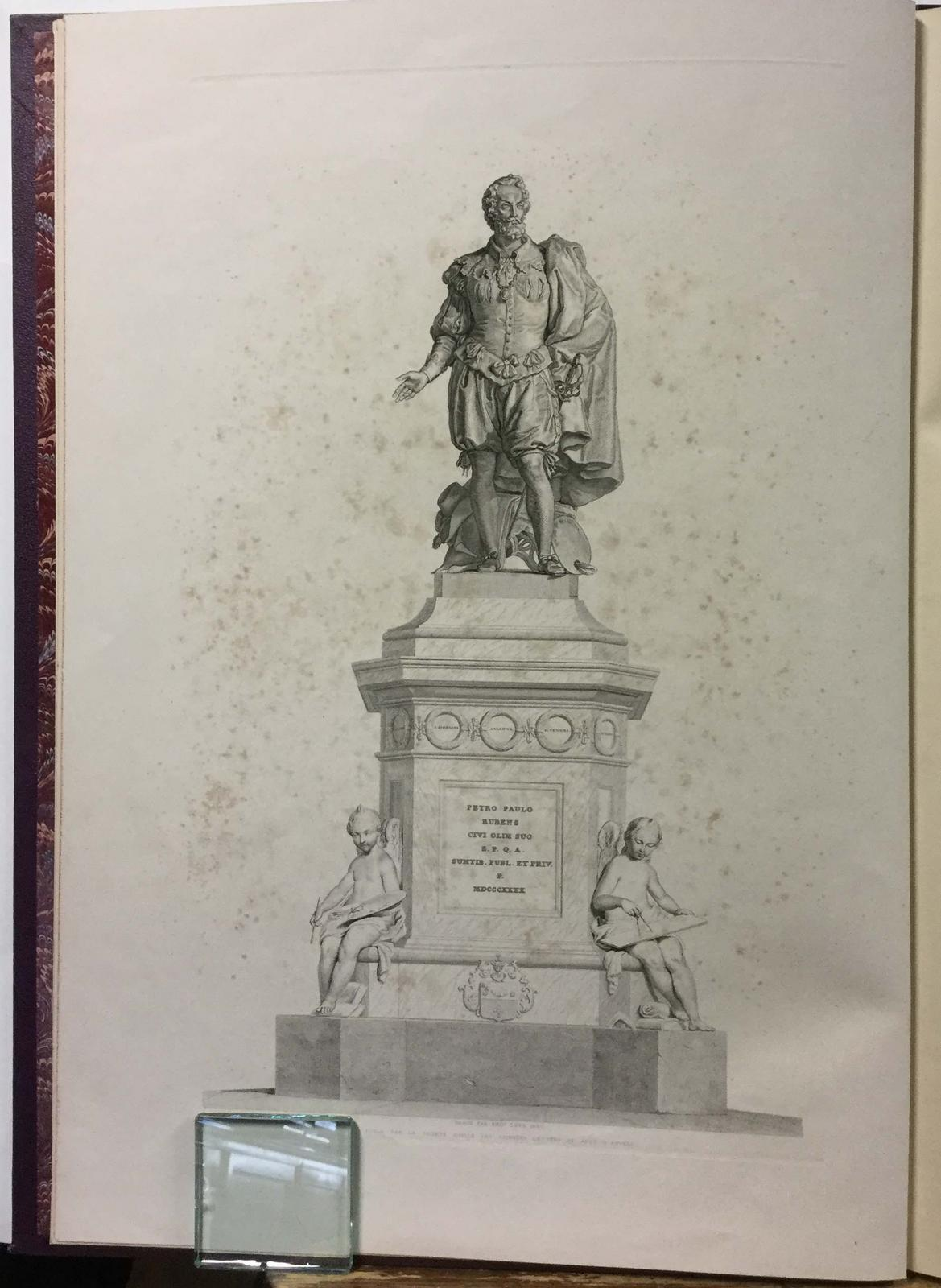
Druck der Statue von Peter Paul Rubens in Antwerpen

## Familie
Erin Corr heiratete Theodora van den Poel, die am 16. Oktober 1818 in Wakken (Westflandern) geboren wurde (Tochter von Theodoor Van den Poel und Victoria Lovie).
Erin Corr hatte mehrere Geschwister, u. a.:
- Sein Bruder Michel Corr (* 1801; auch: Michael Corr van der Maeren oder Michel Corr-Vandermaeren) war einer der Investoren, die den Aufbau der Zeche Shamrock in Herne im Gründungsjahr 1856 durch William Thomas Mulvany mit finanzierten.[7]

- Isabelle Marie Françoise (Fanny) Geefs-Corr (* 2. Mai 1807 in Brüssel; † 23. Januar 1883 in Schaerbeek) war Malerin. Sie war verheiratet mit Guillaume (Wilhelm) Geefs, einem Bruder von Joseph Geefs, Jean Geefs und Charles Geefs.

- Henry Jean Baptiste Corr (auch Henri Corr) (1810–1875); er war Maler und Bauingenieur und verheiratet mit Baronin Aimée de t’Serclaes de Kessel (1829–1879), einer Cousine von Émile de t’Serclaes de Wommersom (* 28. August 1809 in Brüssel; † 25. Mai 1880 in Gent)

- Anne Charlotte „Mathilde“ Corr (* 14. Februar 1813 in Brüssel; † 10. Juli 1888 in Nointel (Oise)); ebenfalls Malerin, sie war verheiratet (seit dem 14. Oktober 1835) mit dem französischen Schriftsteller Pierre Vaast Côme Roch Lagache. In Paris war sie eine Schülerin von Camille Roqueplan.

- Hortense Louise Corr (1822–1890) war die Ehefrau von Gustave Simon Pierre Dutalis, Sohn des Goldschmieds Joseph Germain Dutalis (1780–1852).